# Баланта (село)
Баланта (груз. ბალანთა) — село в Грузии, на территории Боржомского муниципалитета края (мхаре) Самцхе-Джавахети.

## География
Село находится на юге центральной части Грузии, к юго-западу от озера Табацкури, к северу от реки Баралетисцкали, на расстоянии 27 километров (по прямой) к юго-востоку от города Боржоми, административного центра муниципалитета. Абсолютная высота — 1844 метра над уровнем моря.

## Население
По результатам официальной переписи населения 2014 года, в Баланте проживало 155 человек (80 мужчин и 75 женщин). В национальной структуре населения грузины составляли 77,4 %, армяне – 22 %, украинцы – 0,6 %.
| Год  | Население, человек |
| ---- | ------------------ |
| 2002 | 161                |
| 2014 | ↘ 155              |